# Steffi Graf
Stefanie Maria ("Steffi") Graf (Mannheim, 14 juni 1969) is een voormalig professioneel tennisspeelster uit Duitsland.

## Carrière
Steffi Graf begon haar profcarrière op 18 oktober 1982 en beëindigde die op 13 augustus 1999. Na een opgave wegens een blessure tijdens een tweederondepartij in het toernooi van Carlsbad in Californië tegen de Amerikaanse Amy Frazier, besloot ze een punt te zetten achter haar imposante tennisloopbaan.
Graf won 22 maal een grandslamtoernooi. In 1988 werd ze de derde vrouw in de geschiedenis die een complete grand slam won. Na haar gouden medaille bij de Olympische Zomerspelen van 1988 in Seoel werd haar grand slam omgedoopt in een Golden Slam. Ze was de nummer een van haar tijd en haar topjaren omvatten de gehele jaren 90 van de twintigste eeuw. Zij is de enige tennisprof (man of vrouw) die alle grandslamtoernooien ten minste vier keer heeft gewonnen. Steffi Graf voerde in totaal 377 weken de wereldranglijst aan, waarvan 186 weken aaneengesloten van 17 augustus 1987 tot aan 10 maart 1991, beide prestaties waren records voor zowel mannen als vrouwen, tot Roger Federer 237 weken aan een stuk op één stond.
Graf trad op 22 oktober 2001 in het huwelijk met de Amerikaan Andre Agassi, eveneens toptennisser. Ze hebben twee kinderen.
Om het nieuwe uitschuifbare dak op 17 mei 2009 in te huldigen speelde zij nog één keer op Wimbledon in een demonstratiewedstrijd aan de zijde van haar echtgenoot Andre Agassi in een dubbelspel tegen de Belgische Kim Clijsters en de Brit Tim Henman.

### Perikelen op en naast de tennisbaan
Tijdens haar tenniscarrière streed ze niet alleen tegen haar tegenstandsters op de tennisbaan, maar ook tegen haar eigen lichaam: een lange reeks aan toernooizeges ging gepaard met een lange lijst aan blessureleed. Ook in de privésfeer liep het niet allemaal als gepland: in 1990 deden geruchten in de Duitse boulevardpers de ronde dat haar vader Peter een affaire zou hebben met een Duits naaktmodel. In 1995 werd Peter Graf veroordeeld tot een gevangenisstraf wegens belastingontduiking.

### Verbonden met Monica Seles
Het grootste litteken echter op Grafs carrière is de aanslag op haar – destijds – grootste rivale Monica Seles. Een Duitser, Günther Parche, die zich een fan van Steffi Graf noemde, stak een mes in de rug van Monica Seles op 30 april 1993 tijdens een kwartfinalepartij in het toernooi van Hamburg tegen Magdalena Maleeva. Parche kon het niet verkroppen dat zijn idool Steffi niet meer de nummer een van de wereld was; Monica Seles had die positie namelijk in 1991 overgenomen van Graf en was sindsdien niet meer van die koppositie af te slaan. Ook al had Steffi Graf niets met die aanslag te maken, het feit dat Parche een gestoorde fan van haar was, gaf Steffi een zware druk mee voor de jaren daarna.
Toen Monica Seles in de zomer van 1995 terugkeerde in het profcircuit en meteen tegen Steffi in de finale stond van de US Open van 1995, was de spanning in het stadion te snijden. Steffi won die partij, en maakte daarmee duidelijk dat zij zich niet langer hoefde te verdedigen voor het behalen van zes grandslamstitels tijdens de afwezigheid van Monica.

### Haar mooiste partijen bekroond door de tenniswereld
In 2003 bestond de WTA dertig jaar en ter gelegenheid van dat jubileum werd uit zestien partijen, genomineerd door de WTA, de mooiste vrouwenpartij van de voorgaande dertig jaar gekozen.De finale van Roland Garros 1999 werd door de meerderheid van de tennisfans via het internet uitgekozen: Steffi Graf tegen de toenmalige nummer een van de wereld Martina Hingis. Graf versloeg tijdens dat toernooi niet alleen de nummer een van de wereld, maar ook de nummers twee en drie, respectievelijk Lindsay Davenport en Monica Seles. De finalepartij leek het moment van Hingis te worden om dan eindelijk de Coupe Suzanne Lenglen in ontvangst te mogen nemen. Maar bij een voorsprong voor Hingis van 6-4 en 2-0 ging het helemaal mis. Hingis zag een bal op de lijn landen, maar die werd echter uit gegeven. In haar ongeloof liep Hingis, tegen de regels in, naar de overkant van de baan en omcirkelde de plek waar zij dacht dat de bal had gestuiterd. Graf wees een andere, naar uit de beelden bleek, oudere afdruk aan. Hingis' protest werd niet gehonoreerd, maar leverde haar wel een waarschuwing op. Vanaf dat moment ging het bergafwaarts: zichtbare frustratie, woede, geschreeuw, de hele wereld kon elke emotie van Hingis live zien. Tot grote hilariteit en ergernis van het publiek serveerde Hingis zelfs tot twee keer toe onderhands (beide keren op matchpoint voor Graf) in een poging om de Duitse uit haar evenwicht te brengen. Het mocht niet baten, ook al verloor Graf haar concentratie bij het eerste matchpoint door die onderhandse service. Hingis sloeg haar tweede onderhandse service (eerste opslag) zelfs uit en verloor dat tweede matchpoint door een simpele bal uit te slaan. Hingis stond in de partij voor — met een gewonnen set 6-4 en met 5-4 in de tweede set — maar Graf wist die partij toch nog om te buigen in een overwinning: 4-6, 7-5 en 6-2. Hingis verliet huilend de baan en alleen na langdurig aandringen van haar moeder kwam ze terug op de baan om haar tweede prijs op te halen. Het is Grafs tweeëntwintigste en laatste grandslamtitel geworden.
Ook de pers mocht een partij uitkiezen – en ook die koos een wedstrijd van Graf uit, namelijk de finale van Roland Garros 1992 tegen Monica Seles. In die memorabele en hoogwaardige marathonpartij was het Seles die aan het langste eind trok in de derde set, 10-8. Na een korte eerste set voor Monica Seles met 6-2 kon Steffi Graf terugkomen en de tweede set pakken met 6-3. De derde set werd een thriller waarin Graf vier matchpoints van Seles - bij een achterstand van 3-5 - wist weg te werken en tot twee keer toe nog op voorsprong wist te komen. Bij een stand van 9-8 in het voordeel van Monica Seles kon Steffi nog een vijfde matchpoint wegpoetsen, maar bij het zesde voor Monica was het raak. Juist een slag met de forehand, haar sterkste troef, belandde in het net.

## Palmares

### Toernooititels
Steffi Graf won 107 WTA-titels in het enkelspel, waarvan 22 grandslamtitels. In het dubbelspel bezit ze ook nog elf titels, waarvan één grandslamtitel.

### Grandslamfinales

#### Enkelspel
| nr.              | jaar | toernooi            | ondergrond | tegenstandster          | score               |         |
| ---------------- | ---- | ------------------- | ---------- | ----------------------- | ------------------- | ------- |
| gewonnen finales |      |                     |            |                         |                     |         |
| 01               | 1987 | Roland Garros (1)   | gravel     | Martina Navrátilová     | 6-4, 4-6, 8-6       | details |
| 02               | 1988 | Australian Open (1) | hardcourt  | Chris Evert             | 6-1, 7-6            | details |
| 03               | 1988 | Roland Garros (2)   | gravel     | Natallja Zverava        | 6-0, 6-0            | details |
| 04               | 1988 | Wimbledon (1)       | gras       | Martina Navrátilová     | 5-7, 6-2, 6-1       | details |
| 05               | 1988 | US Open (1)         | hardcourt  | Gabriela Sabatini       | 6-3, 3-6, 6-1       | details |
| 06               | 1989 | Australian Open (2) | hardcourt  | Helena Suková           | 6-4, 6-4            | details |
| 07               | 1989 | Wimbledon (2)       | gras       | Martina Navrátilová     | 6-2, 6-7(1-7), 6-1  | details |
| 08               | 1989 | US Open (2)         | hardcourt  | Martina Navrátilová     | 3-6, 7-5, 6-1       | details |
| 09               | 1990 | Australian Open (3) | hardcourt  | Mary Joe Fernandez      | 6-3, 6-4            | details |
| 10               | 1991 | Wimbledon (3)       | gras       | Gabriela Sabatini       | 6-4, 3-6, 8-6       | details |
| 11               | 1992 | Wimbledon (4)       | gras       | Monica Seles            | 6-2, 6-1            | details |
| 12               | 1993 | Roland Garros (3)   | gravel     | Mary Joe Fernandez      | 4-6, 6-2, 6-4       | details |
| 13               | 1993 | Wimbledon (5)       | gras       | Jana Novotná            | 7-6(8-6), 1-6, 6-4  | details |
| 14               | 1993 | US Open (3)         | hardcourt  | Helena Suková           | 6-3, 6-3            | details |
| 15               | 1994 | Australian Open (4) | hardcourt  | Arantxa Sánchez Vicario | 6-0, 6-2            | details |
| 16               | 1995 | Roland Garros (4)   | gravel     | Arantxa Sánchez Vicario | 7-5, 4-6, 6-0       | details |
| 17               | 1995 | Wimbledon (6)       | gras       | Arantxa Sánchez Vicario | 4-6, 6-1, 7-5       | details |
| 18               | 1995 | US Open (4)         | hardcourt  | Monica Seles            | 7-6(8-6), 0-6, 6-3  | details |
| 19               | 1996 | Roland Garros (5)   | gravel     | Arantxa Sánchez Vicario | 6-3, 6-7(4-7), 10-8 | details |
| 20               | 1996 | Wimbledon (7)       | gras       | Arantxa Sánchez Vicario | 6-3, 7-5            | details |
| 21               | 1996 | US Open (5)         | hardcourt  | Monica Seles            | 7-5, 6-4            | details |
| 22               | 1999 | Roland Garros (6)   | gravel     | Martina Hingis          | 4-6, 7-5, 6-2       | details |
| verloren finales |      |                     |            |                         |                     |         |
| 1                | 1987 | Wimbledon (1)       | gras       | Martina Navrátilová     | 5-7, 3-6            | details |
| 2                | 1987 | US Open (1)         | hardcourt  | Martina Navrátilová     | 6-7(4-7), 1-6       | details |
| 3                | 1989 | Roland Garros (1)   | gravel     | Arantxa Sánchez Vicario | 6-7(6-8), 6-3, 5-7  | details |
| 4                | 1990 | Roland Garros (2)   | gravel     | Monica Seles            | 6-7(6-8), 4-6       | details |
| 5                | 1990 | US Open (2)         | hardcourt  | Gabriela Sabatini       | 2-6, 6-7(4-7)       | details |
| 6                | 1992 | Roland Garros (3)   | gravel     | Monica Seles            | 2-6, 6-3, 8-10      | details |
| 7                | 1993 | Australian Open (1) | hardcourt  | Monica Seles            | 6-4, 3-6, 2-6       | details |
| 8                | 1994 | US Open (3)         | hardcourt  | Arantxa Sánchez Vicario | 6-1, 6-7(3-7), 4-6  | details |
| 9                | 1999 | Wimbledon (2)       | gras       | Lindsay Davenport       | 4-6, 5-7            | details |

#### Dubbelspel
| nr.                                | jaar | toernooi          | ondergrond | partner           | tegenstandsters                      | score           |         |
| ---------------------------------- | ---- | ----------------- | ---------- | ----------------- | ------------------------------------ | --------------- | ------- |
| gewonnen finales vrouwendubbelspel |      |                   |            |                   |                                      |                 |         |
| 1                                  | 1988 | Wimbledon (1)     | gras       | Gabriela Sabatini | Larisa Neiland Natallja Zverava      | 6-3, 1-6, 12-10 | details |
| verloren finales vrouwendubbelspel |      |                   |            |                   |                                      |                 |         |
| 1                                  | 1986 | Roland Garros (1) | gravel     | Gabriela Sabatini | Martina Navrátilová Andrea Temesvári | 1-6, 2-6        | details |
| 2                                  | 1987 | Roland Garros (2) | gravel     | Gabriela Sabatini | Martina Navrátilová Pam Shriver      | 2-6, 1-6        | details |
| 3                                  | 1989 | Roland Garros (3) | gravel     | Gabriela Sabatini | Larisa Neiland Natallja Zverava      | 4-6, 4-6        | details |

### Olympische Spelen
1984 Los Angeles
- Gouden medaille (demonstratiesport) – won van Sabrina Goleš 1-6 6-3 6-4

1988 Seoel
- Gouden medaille (enkelspel) – won van Gabriela Sabatini 6-3 6-3
- Bronzen medaille (vrouwendubbelspel)

1992 Barcelona
- Zilveren medaille (enkelspel) – verloor van Jennifer Capriati 6-3 3-6 4-6

## Resultaten grandslamtoernooien
| Legenda | Legenda                          |
| ------- | -------------------------------- |
| g.t.    | geen toernooi gehouden           |
| l.c.    | lagere categorie                 |
| –       | niet deelgenomen                 |
| G       | uitgeschakeld in de groepsfase   |
| 1R      | uitgeschakeld in de eerste ronde |
| 2R      | uitgeschakeld in de tweede ronde |
| 3R      | uitgeschakeld in de derde ronde  |
| 4R      | uitgeschakeld in de vierde ronde |
| KF      | uitgeschakeld in de kwartfinale  |
| HF      | uitgeschakeld in de halve finale |
| F       | de finale verloren               |
| W       | het toernooi gewonnen            |
| w-v     | winst/verlies-balans             |

### Enkelspel
| Toernooi        | 1983 | 1984 | 1985 | 1986 | 1987 | 1988 | 1989 | 1990 | 1991 | 1992 | 1993 | 1994 | 1995 | 1996 | 1997 | 1998 | 1999 |
| --------------- | ---- | ---- | ---- | ---- | ---- | ---- | ---- | ---- | ---- | ---- | ---- | ---- | ---- | ---- | ---- | ---- | ---- |
| Australian Open | 2R   | 4R   | –    | g.t. | –    | W    | W    | W    | KF   | –    | F    | W    | –    | –    | 4R   | –    | KF   |
| Roland Garros   | 2R   | 3R   | 4R   | KF   | W    | W    | F    | F    | HF   | F    | W    | HF   | W    | W    | KF   | –    | W    |
| Wimbledon       | –    | 4R   | 4R   | –    | F    | W    | W    | HF   | W    | W    | W    | 1R   | W    | W    | –    | 3R   | F    |
| US Open         | –    | 1R   | HF   | HF   | F    | W    | W    | F    | HF   | KF   | W    | F    | W    | W    | –    | 4R   | –    |

### Vrouwendubbelspel
| Toernooi        | 1984 | 1985 | 1986 | 1987 | 1988 | 1989 | 1990 | 1991 | 1992 | 1993 | 1994 | 1995 | 1996 | 1997 | 1998 | 1999 |
| --------------- | ---- | ---- | ---- | ---- | ---- | ---- | ---- | ---- | ---- | ---- | ---- | ---- | ---- | ---- | ---- | ---- |
| Australian Open | 2R   | –    | g.t. | –    | HF   | HF   | 2R   | –    | –    | –    | 2R   | –    | –    | –    | –    | 2R   |
| Roland Garros   | 2R   | 1R   | F    | F    | HF   | F    | –    | –    | HF   | –    | –    | –    | –    | –    | –    | –    |
| Wimbledon       | 1R   | 1R   | –    | 3R   | W    | KF   | KF   | 1R   | –    | –    | –    | –    | –    | –    | –    | –    |
| US Open         | 2R   | 2R   | HF   | HF   | HF   | HF   | KF   | –    | –    | –    | –    | –    | –    | –    | –    | –    |